# トゥーロー・ルディ

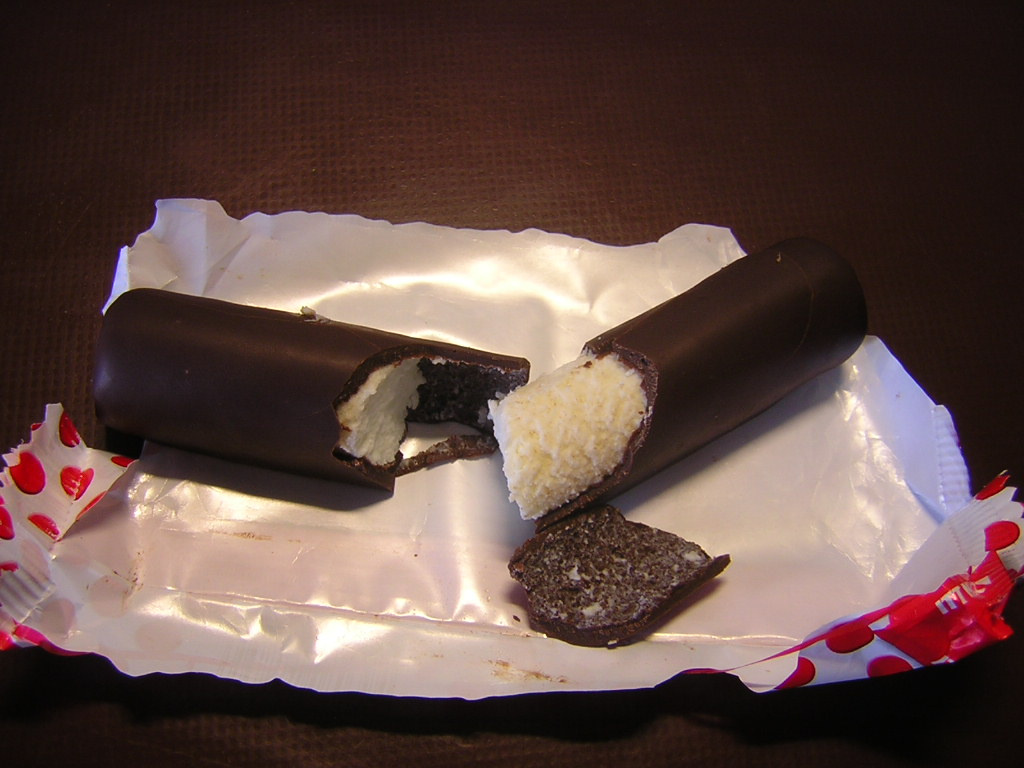
Bontott „piros pöttyös”

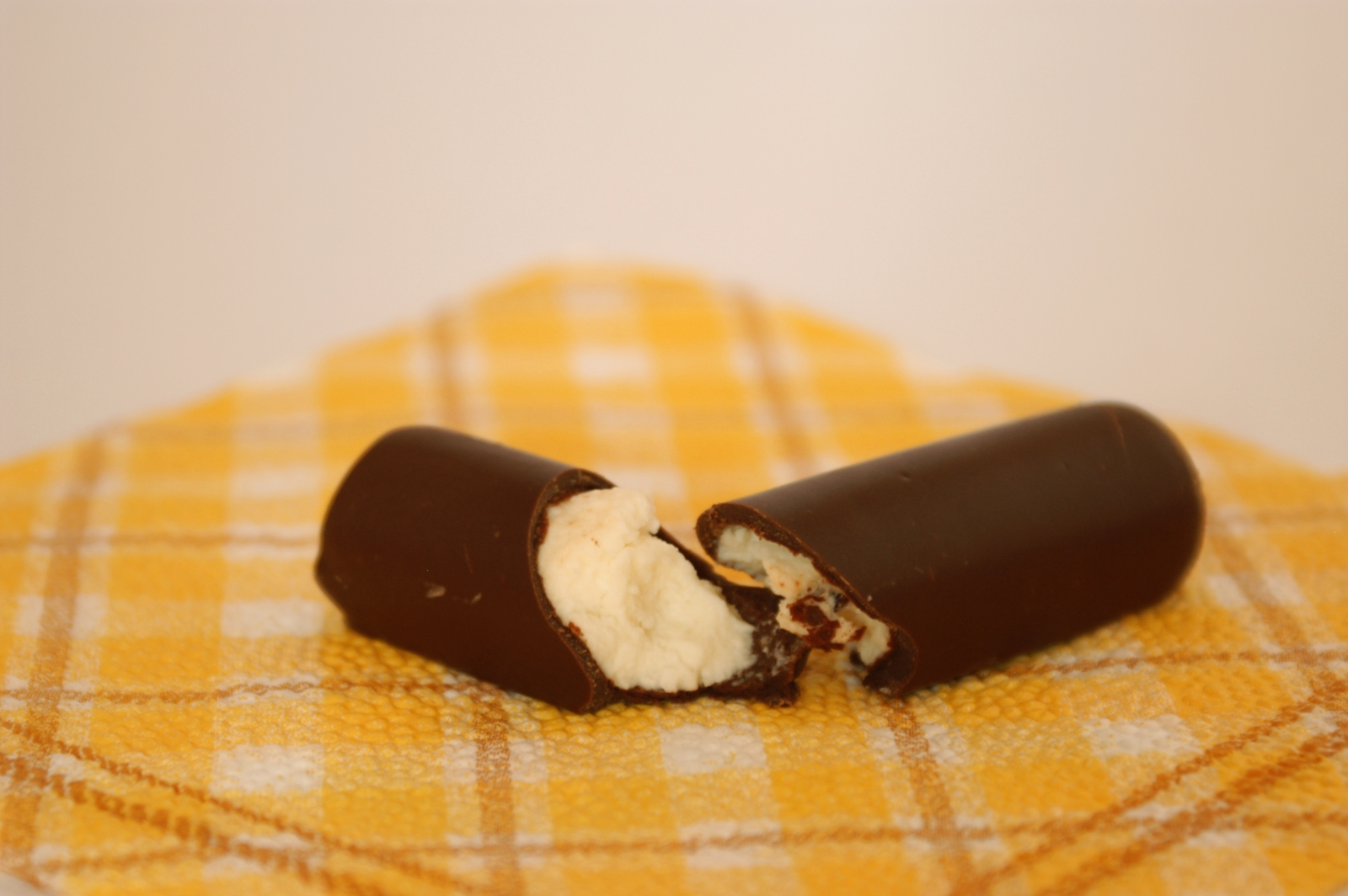
Túró Rudi félbetörve

トゥーロー・ルディ（ハンガリー語: Túró Rudi）は、ハンガリーで長い間人気のカッテージチーズから作られたお菓子。細長いチョコバーのように見えるが、中身はカッテージチーズ。赤い水玉模様のパッケージが目印。

## 名前の由来
1968年にブダペスト工科大学の教授のクレイン・シャンドルはブダペスト乳業株式会社の新製品のキャンペーン企画を任せられた。クレインはデザインを二人の大学生にまかせた。水玉模様の包装をデザインしたのはこの二人の学生だった。クレインは製品名を決定する際、大勢の専門家に相談したが、最終的に自身で思いついた、トゥーロー・ルディという名前を採用した。トゥーローはカッテージチーズ、ルディはルドルフの愛称である。
当初、トゥーロー・ルディのルディはハンガリー語でペニスを連想させるという理由から議論を呼んだが、結局変えられることはなかった。

## 歴史

### トラスト時代
1968年にブダペスト乳業株式会社はトゥーロー・ルディの製造を始めた。当時ソビエト連邦でカッテージ・チーズ、脂、バターで作られた「エスキモー」というお菓子があり、それをあるハンガリー人がハンガリーに持ち帰った。トゥーロー・ルディはエスキモーを基に作られた。
当初、マーテーサルカという町にあるサボルチミルク製乳所のみで製造していたが、後に人気が出たため、他のトラスト会社や農業生産団体の製乳所でも製造が始まった。製品名は統一されていたが、製造所により包装は異なった。
正式にトゥーロー・ルディを商標登録していたのはブダペスト乳業株式会社だった。

### 民営化後
トラスト時代が終わった後、トゥーロー・ルディを製造した会社は民営化された。フライズランドとダノンという会社がハンガリーの民主化運動の際、民営化された製乳所を購入して、トゥーロー・ルディの製造権を持つようになった。1995年から正式にトゥーロー・ルディはダノンの製品になった。ダノンは2002年から「ダニオ・バトニック」という名前を付け、ポーランドでも販売を始めた。また、フライズランドは「ドッツ」という名前を付け、ルーマニアとスロバキアで売っている。

## 定義
ハンガリーの食品本によると、トゥーロー・ルディはチョコレートかカカオ・クリームに入ったカッテージチーズ、バター、生クリーム、砂糖、いろいろな香味料も入れて作られた円筒の形をする食品。少なくても中身の50%は牛乳から作ることとされている。
条件は以下の通り。
- 形：円筒の形、または少しうねのある表面の棒。
- 外：チョコレート、またはカカオのクリームがカッテージ・チーズを包むこと、クリームの色は茶色で、押すと少し割れる位の厚さ。
- 色：カッテージ・チーズは白。
- 匂い：カッテージチーズの匂い。
- 味：ほろ苦く、カッテージ・チーズ味。

## 材料
低脂肪のカッテージチーズ42%、カカオ・クリーム36%（砂糖、植物の脂、ココアパウダー,乳化剤：E322、バニラエッセンス）、砂糖、バター、加工コーンスターチ：E1412、レモンエッセンス、保存料：E202.

## 栄養学的評価
トゥーロー・ルディの製造に使われている材料の中で体に良くないのは、カカオ・クリームである。これは本当のチョコレートではなくて、植物油から作られている。これに含まれるトランス脂肪酸は心臓病、糖尿病、肥満などを引き起こす可能性がある。トゥーロー・ルディの包装の記載によると、1本のトゥーロー・ルディには18グラムのカカオ・クリームが入っている。

## 味
製乳所が民営化される前のトゥーロー・ルディはそれほど甘くなく、中身のチーズが発酵することもあったが、最近のトゥーロー・ルディは甘く、チーズが発酵することはない。今も昔の味を懐かしむ人たちも多い。

## トゥーロー・ルディのさまざまな種類
現在、様々な種類のトゥーロー・ルディが売られている。例えば、トゥーロー・チョキ（トゥーロー・チョコレート）という製品、またはダノンが製造しているミルカのスーパー・ルディ（ミルカのミルクチョコレートに入った甘いカッテージチーズのお菓子）という製品などである。

## 外国のトゥーロー・ルディ
トゥーロールディの原型となったエスキモーは現在もロシアで売られている：中のクリームはトゥーロー・ルディよりやわらかくて、角柱の形がするお菓子。ココナッツ、ミルク、チェリーやバニラなどの味もあり、ハンガリーのお菓子より甘いカッテージチーズがプレーンチョコレートに入っている。バルト三国でもこのようなお菓子が売られている。角柱の形で、味と材料はトゥーロー・ルディによく似ている。

### オーストリア
オーストリアの ランドフィッシュ という会社もトゥーロー・ルディのような、ランドフィッシュ・ルディというお菓子を売っている。 これはハンガリーのルディのようにカカオクリームに入っているが、レモンエッセンスが入っていないためにもっと甘い。ココナッツ味とバニラ味もある。2005年に市から「アヌグア」という職人の革新賞を受賞した。

### エストニア
エストニアではカッテージチーズが入っているお菓子がいろいろな名前で売られている。

### 日本
日本ではロシアのシローク(チョコレートグレーズドカッテージチーズ)や業務スーパー神戸物産がリトアニアから輸入しているPASAKAチーズケーキバーが人気である。

### 中国
中国ではトゥーロー・キッティーという名前で、（ハローキティを連想させる）カッテージチーズのお菓子を販売している。2008年に製造をはじめ、一日10万個製造している。 Kép